# Rhythmologa
Rhythmologa là một chi bướm đêm thuộc phân họ Tortricinae của họ Tortricidae.

## Các loài
- Rhythmologa numerata Meyrick, 1926
- Rhythmologa yukipana Razowski & Pelz, 2003